# Cyanocorax cayanus
Cyanocorax cayanus е вид птица от семейство Вранови (Corvidae).

## Разпространение
Видът е разпространен в Бразилия, Венецуела, Гвиана, Суринам и Френска Гвиана.